# Çetinkaya, Bafra
Çetinkaya là một thị trấn thuộc huyện Bafra, tỉnh Samsun, Thổ Nhĩ Kỳ. Dân số thời điểm năm 2010 là 2.217 người.